# Quận của tỉnh Pyrénées-Orientales

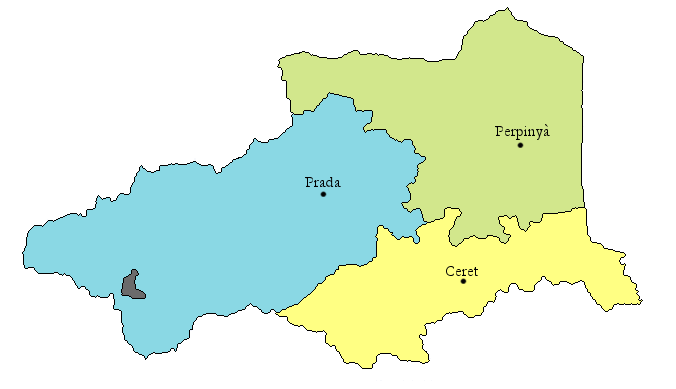
Bản đồ của 3 quận của tỉnh

3 quận của tỉnh Pyrénées-Orientales gồm:
1. Quận Céret, (quận lỵ: Céret) với 5 tổng và 40 xã. Dân số của quận này là 61.056 người năm 1990, 66.624 người năm 1999, tăng trưởng dân số là 9.12%.
2. Quận Perpignan, (tỉnh lỵ của tỉnh Pyrénées-Orientales: Perpignan) với 20 tổng và 86 xã. Dân số của quận này là 265.223 người năm 1990, và 287.272 người năm 1999, tăng trưởng dân số là 8.31%.
3. Quận Prades, (quận lỵ: Prades) với 6 tổng và 100 xã. Dân số của quận này là 37.517 người năm 1990, và 38.907 người năm 1999, tăng trưởng dân số là 3.7%.